# François-Marie Savina
Pour les articles homonymes, voir Savina.
François-Marie Savina (20 mars 1876-23 juillet 1941) est un prêtre catholique et anthropologue français. Il travaille au vicariat du Haut-Tonkin, sur l'île de Hainan en Chine et au Laos pendant quarante ans. Il fut un auteur prolifique au sujet des ethnies auprès desquelles il vécut (Hmongs du Laos et du nord du Vietnam, Tays, Nungs, Pai-Xat, ...), tant pour la rédaction de dictionnaires de traduction, que pour des synthèses et analyses historiques, ainsi que sociologiques.
Nicholas Tapp, l'auteur de The Impossibility of Self: An Essay on the Hmong Diaspora, rapporte de Savina qu'il est « Un de nos premiers informateurs parfaitement honnête sur la nature de ses rencontres avec les Hmongs » (« One of our earliest informants who is at all frank about the nature of his day-today encounters with the Hmong »). Charles Keith, l'auteur de Catholic Vietnam: A Church from Empire to Nation, le décrit comme le missionnaire ethnographe le plus notable de son époque en Asie du Sud-Est.

## Jeunesse et formation
Il naît le 20 mars 1876, à Mahalon-en-Cornouaille, dans le département du Finistère (en France). Il étudie à Mahalon en primaire, puis est envoyé au petit séminaire de Pont-Croix pour le secondaire.
Le 14 septembre 1897, il entre au séminaire des Missions étrangères. Il prend le titre de sous-diacre le 23 septembre 1899, diacre le 22 septembre 1900, et est ordonné prêtre le 2 mars 1901. Le 23 juin 1901, à 25 ans, il reçoit sa destination pour le Vicariat apostolique du Haut Tonkin (au Diocèse de Hung Hoa) qu'il part rejoindre le 24 juillet, avec Marie-Joseph-Paul Aigouy,.

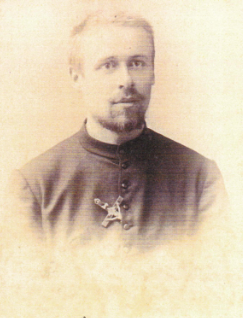
Le père Savina, la veille de son départ vers l'Indochine (22 Juin 1901)

## Engagement missionnaire et missions ethnographiques en Indochine
Dès son arrivée, il investit toute son énergie dans l'étude du Viêt-Namien, des caractères Chinois, et des langues régionales. Il aspire à partager la vie des groupes ethniques locaux, et est envoyé chez les Tays (Thôs), le 1er Octobre 1906. Après avoir parcouru les territoires de Tuyen Quang à Ha-Giang, il se rend à Vinh-Tuy, où il s'installe sur la droite de la Rivière Claire, à 87 km en amont de Tuyen Quang. Il y élève une chapelle dédiée à Ste Anne, détruite par la suite sous l'ère communiste. En 1908, il parcourt les régions forestières du Nord du Viet-Nam, où il prend le temps de rencontrer les ethnies Muongs, les Tays (Thôs), et les Nungs .
En 1910, il achève un « Dictionnaire tày-annamite-français » de 800 pages (récompensé en 1912 par le prix Stanislas Julien de l'Académie des inscriptions et belles-lettres). Il prépare la même année un catéchisme en Tay, et la traduction de quelques prières usuelles. Et fonde la Chrétienté à Pai-Xat, à 60 km de Vinh-Tuy .
Ainsi, jusqu'en 1925, il rencontre et séjourne dans diverses ethnies, ce qui lui permet d'approfondir la connaissance de chacune : Tays de Vinh-Tuy, Miao (Mèos) à Lao-Kai et Chapa, Nungs de Dong-Dang et Cao-Bang, Mans de Mon-Kay et Tien-Yen, Pai-Xat, et Lai-Chau,... Il se rend également au Yunnan et au Guizhou (Kouy-Tcheou) pour l'étude du Chinois Mandarin et du Hoklo. A la fin de cette période, en 1924, il achève un « Dictionnaire étymologique Français-Nung-Chinois » de 528 pages, (récompensé par le prix Giles de l'Académie des inscriptions et belles-lettres en 1925), ainsi que son Histoire des Miao (304 pages) rééditée en 1930 .

## Suivi de la révolte des Miaos du Laos, d'après l'Histoire des Miao
En 1914, alors qu'il exerce son travail de missionnaire à Laokay, Savina rapporte s'inquiéter de tensions concernant les Miao (Mèos) du Laos, qu'il signale à l'administration Française. Ses craintes sont confirmées, et les Miaos du Laos se révoltent en Juillet 1918, pour plus de 2 ans. Savina revient alors du Kuangsi, et est envoyé comme chargé de mission spéciale par le gouvernement général de l'Indochine, en raison de sa connaissance du contexte, afin de suivre les conflits, et accompagner certaines discussions. A ce titre, il rédige un rapport secret demandé par les autorités, qui semble aujourd'hui perdu, dans lequel il partage ses analyses. Toutefois, celles-ci sont en partie transcrites dans son Histoire des Miao, où il présente le résumé d'un statut qu'il lui avait été proposé de rédiger à la suite de ce rapport secret.
Selon ce résumé, qu'il date du 17 Avril 1920, la cause de la révolte est que le peuple Miao ne disposait alors d'aucune autonomie, leur gouvernance étant contrôlée par d'autres ethnies. De plus, ce peuple ne possédait pas de terrains, et n'était que locataire de ceux qu'il travaillait. Savina suggère donc d'établir une relation directe entre eux et l'administration Française, indépendamment des autres ethnies, et d'harmoniser l'administration avec leur présence, concernant la reconnaissance de terres, l'organisation de la gouvernance, la fiscalité, etc.
Il rapporte dans son Histoire des Miao avoir été sollicité par les Miaos pour être fait roi des leurs. Proposition qu'il rejette fermement.

## Mission de recherche à Hainan
En 1925, le gouvernement Chinois le demande, ayant besoin de compétences pour la reconnaissance de l'île de Hainan. Il est alors dépêché par le gouvernement général de l'Indochine, sous le patronage de l'école Française d'extrême-Orient, pour une mission de recherche ethnographique et linguistique sur cette île. Le père Savina sillonne l'île, où il reste jusqu'en 1929, et en ramène de nombreux documents (carte orographique en couleur au millionième, ...), notes sur les coutumes et traditions locales (croyances, mœurs, cérémonies funéraires, ...), renseignements, et manuscrits de dictionnaires (Hoklo-Français, Bê-Français, Daï-Français).
En raison de ses nombreuses publications linguistiques et ethnographiques, il fut ultérieurement fait correspondant de l'école française d'Extrême-Orient, par arrêté du 2 Juillet 1931 du journal officiel.

## Retour chez les Miaos du Viêt-Nam, puis en France
Il quitte Hainan en 1929, et s'installe dans la vallée de Muong-Bo, au bord de la Rivière Claire, à 40 km de Lao-Kay, auprès des Miaos dont il avait écrit l'histoire. Il y édifia une chapelle-école, tout en continuant ses travaux ethnographiques. En raison de problèmes de santé, il retourne en France en 1931, où il n'avait pu se rendre depuis 30 ans, pour prendre du repos .

## Fin de vie en Asie
En 1934, il se rend à Hong-Kong, pour préparer et faire imprimer son imposant « Guide linguistique de l'Indochine Française », en 2 volumes grand in-4° de XVIII-2516 pages. Dans lequel 20 000 mots ou expressions Français sont traduits (en caractères Romains, et Chinois), en Viêt-Namien, en Thai (ou Thô), en Man (ou Yao), en Cantonnais, en Hoklo, et en Mandarin. Ce travail n'est achevé qu'en 1939.
Il retourne alors au Viêt-Nam, et reçoit la charge du district de Ha Giang, proche de la frontière Chinoise, où vivent de nombreuses ethnies. Au Printemps 1941, il contracte une pneumonie, qui s'aggravera jusqu'à le mener à l'hôpital Saint Paul, à Hanoï, où il décède le 22 Juillet 1941.

## Œuvres
- Dictionnaire miao-tseu-français, précédé d'un précis de grammaire miao-tseu et suivi d'un vocabulaire français-miao-tseu, 1916 (BNF 39438748)
- Dictionnaire tày-annamite-français : précédé d'un précis de grammaire Tày et suivi d'un vocabulaire français-Tày, Hanoi - Haiphong, Impr. d'Extrême-Orient, 1910, 488 p. (BNF 35709502, lire en ligne)
- François-Marie Savina, Dictionnaire étymologique français-nung-chinois, Nazareth, Hong-Kong, 1924, 528 p.[5]4
- François-Marie Savina, Histoire des Miao (en), Nazareth, Hong-Kong, Missions étrangères de Paris, 1925, 528 p. (réédité en 1930)[5]
- Dictionnaire français-man, précédé d'une note sur les Man Kim-đi-mun et leur langue, 1926 (BNF 39438747)
- Monographie de Hainan, Hanoï, 1929, 59 p. (BNF 31306103, lire en ligne)
- Compte rendu : Paul Mus, « F. M. Savina (le P.) : Monographie de Hainan », Bulletin de l'Ecole française d'Extrême-Orient, t. 30,‎ 1930, p. 436-444 (lire en ligne)
- F. M. Savina et présenté par A.-G. Haudricourt, Le Vocabulaire Bê, Paris, 1965 (BNF 39438747)